# Sjadoef

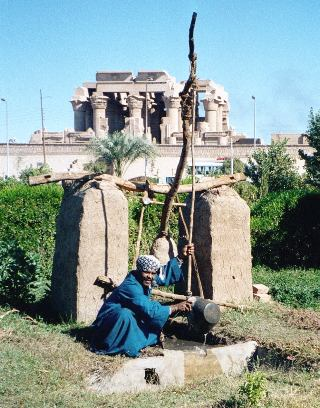
Sjadoef in Egypte

Een sjadoef is een hefboom met een tegengewicht ( meestal een zware steen of een zak met zand) en een emmer om water over te scheppen van een rivier naar velden en beekjes. Het is Egyptisch van oorsprong en het is pas uitgevonden ten tijde van het Nieuwe Rijk. Het is het eerste echte hulpmiddel voor de irrigatie en het wordt tot op de dag van vandaag nog gebruikt. Nadat het water was opgetild met de sjadoef werd het in kanaaltjes en beekjes rond en door de velden geleid.
Volgens andere bronnen werden de eerste sjadoefs voor irrigatie gebruikt in Mesopotamië omstreeks 3500 v.Chr.
Het werd voor het eerst gebruikt in Mesopotamië, waar men ook aan irrigatielandbouw deed.